# Joe Dever's Lone Wolf
Joe Dever's Lone Wolf è un videogioco di ruolo in prima persona, sviluppato dallo studio italiano Forge Reply e pubblicato a partire dal 14 novembre 2013 per dispositivi mobili e a partire dal 27 novembre 2014 in una versione riadattata per PC e Mac OS e in seguito PS4, Xbox e Nintendo Switch.
Il gioco è l'adattamento in chiave videoludica dei librogame di Lupo Solitario, opera dello scrittore britannico Joe Dever, il quale ha collaborato in prima persona allo sviluppo del titolo.

## Trama
Joe Dever's Lone Wolf è ambientato nello stesso universo della fortunata serie letteraria e da un punto di vista temporale si colloca tra il terzo e il quarto librogame e racconta una storia inedita. Il protagonista Lupo Solitario, l'ultimo dei cavalieri Kai, si reca al villaggio di Rockstarn dopo essere stato informato di un possibile attacco da parte di Giak e Drakkar, ma quando vi arriva è ormai troppo tardi: il villaggio è già stato devastato dalle creature nemiche. Lupo Solitario parte dunque all'inseguimento degli assalitori e alla ricerca dei sopravvissuti, grazie anche all'aiuto di Leandra, figlia dell'inventore del paese e abile combattente.

## Modalità di gioco
La modalità di gioco è un misto tra un librogame e un gioco di ruolo. Come nella serie letteraria infatti all'inizio del gioco si dovrà personalizzare il personaggio scegliendo tra alcune abilità speciali e fornirgli un'arma e un equipaggiamento di base. Una volta iniziato il gioco vero e proprio la narrazione avanza attraverso il testo scritto su un grosso libro che occupa la metà sinistra dello schermo, che dovrà essere sfogliato proprio come fosse un volume reale. Spesso la narrazione si fermerà davanti ad una scelta, in cui bisognerà decidere quale strada seguire, quale abilità usare o in quale modo affrontare un ostacolo.
La parte più narrativa è intervallata da combattimenti in stile gioco di ruolo a turni, l'elemento che più si discosta dalla modalità di gioco dei librogame: la visuale si trasforma in un'arena in tre dimensioni in cui Lupo Solitario dovrà affrontare da uno a tre avversari contemporaneamente. Nella parte sinistra dello schermò saranno presenti quattro barre colorate, che rappresentano i punti vita, il potere kai e il vigore a disposizione e il tempo che manca alla fine del turno in corso. Durante il turno di Lupo Solitario sarà possibile scegliere in che modo attaccare (utilizzando l'arma da mischia, l'arma da lancio, i poteri kai oppure la potente Spada del Sole) e su quale nemico concentrarsi. Ogni tipo di attacco consuma una certa quantità di vigore o di potere kai, per ripristinare i quali sarà necessario attendere il turno avversario oppure utilizzare una pozione. Molte azioni richiedono inoltre il completamento di rapidi quick time event per riuscire a mandare a segno un secondo attacco o schivare un colpo avversario.
Al termine di ogni combattimento si otterrà un bottino casuale, che può essere composto da armi, pozioni o materiali tramite i quali, una volta raggiunto un mercante, sarà possibile potenziare il proprio equipaggiamento o acquistare oggetti più potenti.

## Sviluppo
Una settimana prima del Gamescom del 2011 venne pubblicato un teaser trailer nel quale era presente la frase "Be Kai". Durante la fiera è stato quindi mostrato il teaser completo, svelando che si trattava di un titolo ispirato al mondo di Lupo Solitario creato da Joe Dever e sviluppato da Forge Reply.
L'anteprima del gioco è stata mostrata durante la fiera Lucca Comics & Games del 2012. Durante tale evento Joe Dever ha spiegato che il titolo in fase di sviluppo era stato inizialmente pensato per le piattaforme tablet sia per la versatilità della piattaforma, che avrebbe permesso di sfruttare il touch screen e di raggiungere anche un pubblico più giovane, sia perché sviluppare un gioco per dispositivi mobili è molto più economico che farlo per computer e console.
La colonna sonora originale del gioco è stata composta dallo studio di produzione italiano 93 steps.
Il gioco è stato inizialmente distribuito in versione multilingua da BulkyPix per dispositivi mobili suddiviso in quattro capitoli (Neve Rosso Sangue, Caccia nella Foresta, Il Tempio degli Shanti, L’Alba su V’taag) a partire dal 14 novembre 2013.
Il 27 novembre 2014 una nuova versione denominata Joe Dever's Lone Wolf HP Remastered, che riunisce insieme i quattro atti, è stata pubblicata per PC Windows e Mac OS. In seguito il gioco è stato reso disponibile anche per PS4 e XBox (16 marzo 2016) e Nintendo Switch (16 febbraio 2018).

## Accoglienza e riconoscimenti
Il gioco ha ricevuto nel complesso recensioni positive, che hanno lodato in particolare la qualità della storia e l'originalità del gameplay, che riesce bene a riprodurre l'atmosfera originale dei libri di Joe Dever. La grafica ha suscitato invece qualche perplessità soprattutto per quanto riguarda le versioni per computer e console, dove lo schermo più grande rispetto ai dispositivi mobili rende più visibile la non perfezione della modellazione poligonale e le animazioni non troppo sofisticate.
Come votazione ha ricevuto 8/10 da Everyeye.it, Eurogamer e Multiplayer.it. Su Metacritic la versione per dispositivi mobili ha ricevuto un punteggio di 79/100, mentre quella Remastered per PC ha totalizzato 78/100. Anche su GameRankings le diverse versioni del titolo hanno ottenuto punteggi intorno all'80%.
Nel 2013 il capitolo Neve Rosso Sangue ha conquistato il premio Drago d'Oro per il miglior gioco italiano e miglior game design per un gioco italiano.
Nel 2014 il gioco ha fatto parte della Digital Selection dell'IndieCade ed è stato tra i finalisti dei Develop Awards nella categoria "uso di una licenza o di una proprietà intellettuale".